# دوستان (فیلم ۱۹۹۹)
«دوستان» (انگلیسی: Friends) یک فیلم است که در سال ۱۹۹۹ منتشر شد.